# If We Hold on Together
«If We Hold on Together» (с англ. — «Если мы будем держаться вместе») — песня, записанная американской певицей Дайаной Росс специально для мультфильма «Земля до начала времён» в 1988 году. Автором музыки и продюсером стал композитор Джеймс Хорнер, слова написал Уилл Дженингс.
Песня стала большим хитом в Японии, поднявшись на вершину синглового чарта. В Великобритании песня заняла 11 место, а также вошла в топ-40 чартов Нидерландов, Ирландии и США.
Положительные отзывы песне дали такие издания как Bustle, Rotoscopers, Entertainment Weekly, и AllMusic.
Позже песня попала на студийный альбом альбом Росс The Force Behind the Power 1991 года. Она также была переиздана в качестве макси-сингла. Концертная версия содержится на рождественском альбоме Christmas in Vienna 1993 года.

## Чарты
| Чарты (1988—1993)                  | Пиковая позиция |
| ---------------------------------- | --------------- |
| Япония (Oricon)                    | 1               |
| Ирландия (IRMA)                    | 25              |
| Нидерланды (Single Top 100)        | 36              |
| Нидерланды (Dutch Top 40)          | 35              |
| Великобритания (OCC UK Singles)    | 11              |
| США (Billboard Adult Contemporary) | 23              |